# شیموکاپو
شیموکاپو (به لاتین: Shimukappu) یک منطقهٔ مسکونی در ژاپن است که در Kamikawa Subprefecture واقع شده‌است. شیموکاپو ۱٬۳۳۱ نفر جمعیت دارد.

## خواهرخوانده
شهر اسپن، کلرادو خواهرخواندهٔ شیموکاپو هست.